# Hradební koruna

Heraldická hradební koruna.

Hradební koruna (latinsky: corona muralis) je v heraldice obecná figura, která může být používána jak nad štítem (jako klenot), tak i ve štítu. Hradební koruny reprezentují městské hradby a tak se postupem času začaly používat především v evropské městské heraldice jako symboly měst a později v 19. a 20. století také jako součást státních znaků některých republik, jako náhrada královské koruny po svržení dosavadní monarchie.
Hradebních korun existují několik druhů, používaných většinou dle významnosti (velikosti) daného sídla, které hradební korunu ve svém znaku užívá.

## Galerie

Státní znak Rakouska
Státní znak 2. španělské republiky
Znak Milána
Znak Bukurešti